# Torneo Nacional de Asociaciones de Rugby
El Torneo Nacional de Asociaciones fue una competencia de Rugby  chilena creada por Chile/Rugby el año 2016.
Fue creada por ente rector del rugby nacional con la finalidad de apoyar el desarrollo e integración de las asociaciones regionales, generando una instancia anual de competencia. A la vez, servirá para dar visibilidad a deportistas de asociaciones más remotas y apoyar la labor de seleccionar jugadores para los planteles nacionales.
También existe una versión femenina del torneo que se disputa en la modalidad de Rugby 7.

## Historia
En julio de 2016, Chile/Rugby anuncia la creación de un nuevo campeonato para las asociaciones regionales.
El campeonato comenzó en el mes de agosto mediante la disputa del primer partido entre el seleccionado de la Costa y el del Sur, en la cancha de Tineo Park de Concepción, terminando con una victoria de seleccionado Centro-Costa por 62 a 27.
, mientras que el partido entre  el Norte y Cordillera finalizó con un triunfo de los últimos por 35-16.
En la segunda jornada la selección de  Cordillera derrota al Sur por 32-7, mientras que el Norte cae derrotado por el seleccionado de la Costa por 34-20, quedando todo dispuesto para los partidos de definición en la última fecha, en la cual el seleccionado Cordillerano vencería 16 a 11 a la Costa, coronándose como el primer campeón del TNA, mientras que en la definición por el 3°puesto, el Sur vence al Norte 41 a 29.
En la edición de 2017, el seleccionado de Concepción se corona campeón al derrotar a Santiago por 32-26.
En la última edición, en el año 2018, Santiago venció en la final 31 a 13 al seleccionado de Valparaíso.

## Competidores
En la edición 2018, participaron 6 selecciones.
- Selección de Arica.

- Selección de Antofagasta.

- Selección de Concepción.

- Selección del Maule.

- Selección de Santiago.

- Selección de Valparaíso

## Campeonatos

### Formato Robin Round
| Edición | Año  | Sede          | Campeón           | 2º puesto    | 3º puesto | 4º puesto |
| ------- | ---- | ------------- | ----------------- | ------------ | --------- | --------- |
| I       | 2016 | Sin sede fija | Centro-Cordillera | Centro-Costa | Sur       | Norte     |
| II      | 2017 | Sin sede fija | Concepción        | Valparaíso   | Santiago  | Norte     |

### Formato Eliminación directa
| Edición | Año  | Sede          | Campeón  | Resultado | 2º puesto  |
| ------- | ---- | ------------- | -------- | --------- | ---------- |
| III     | 2018 | Sin sede fija | Santiago | 31 - 13   | Valparaíso |

## Posiciones
- Número de veces que los equipos ocuparon las primeras dos posiciones en todas las ediciones.

| Equipo                      | Campeón | 2º puesto |
| --------------------------- | ------- | --------- |
| Selección Centro Cordillera | 1       |           |
| Selección de Concepción     | 1       |           |
| Selección de Santiago       | 1       |           |
| Selección Centro Costa      |         | 1         |
| Selección de Valparaíso     |         | 2         |